# Elly Vermeulen
Ellie Prent-Vermeulen (Amsterdam, september 1946) is een Nederlands langebaanschaatsster. 
Vermeulen nam vijf maal deel aan het NK Allround, tussen 1964 en 1969.

## Records

### Persoonlijke records[1]
| Afstand    | Tijd    | Datum            | Baan          |
| ---------- | ------- | ---------------- | ------------- |
| 500 meter  | 49.90   | 8 februari 1968  | Jaap Edenbaan |
| 1000 meter | 1:42.30 | 26 februari 1967 | Inzell        |
| 1500 meter | 2:34.00 | 18 februari 1965 | Jaap Edenbaan |
| 3000 meter | 5:36.30 | 2 maart 1968     | Berlijn       |